# دوروثي دود
دوروثي دود (بالإنجليزية: Dorothy Dodd)‏ هي كاتبة غنائية وموسيقية أسترالية، ولدت في 1926، وتوفيت في 2006.